# Поляне-над-Благовицо
Поляне-над-Благовицо (словен. Poljane nad Blagovico) — поселення в общині Луковиця, Осреднєсловенський регіон, Словенія. 
Висота над рівнем моря: 698,1 м.